# José Joaquín Brunner
José Joaquín Brunner Ried (5 décembre 1944) est un homme politique, chercheur et universitaire chilien.
Il a été membre du Parti pour la Démocratie (centre gauche) et a occupé pendant près de quatre ans le poste de ministre d'État au sein du Gouvernement du président démocrate chrétien Eduardo Frei Ruiz-Tagle.

## Famille et études
Fils de l'avocat et universitaire Helmut Brunner, il fait ses études au Collège Allemand de Santiago,. Il étudie ensuite à l'Université Pontificale Catholique (1963-1967) et à l'Université d'Oxford (1973-1975).
Il obtient au Royaume-Uni un certificat délivré par le Gouvernement de Sa Majesté pour un programme d'enseignement en gestion universitaire, équivalent à ce qui serait au Chili un diplôme technique de niveau supérieur. Il obtient son doctorat à l'Université de Leyde en 2008.
Il est marié à la psychologue Mónica Espinosa et a trois fils.

## Carrière publique et politique
Brunner était membre du Parti Démocrate Chrétien du Chili (PDC), du Mouvement d'Action Populaire Unitaire (MAPU) et du mouvement paysan ouvrier (MAPU OC).[réf. nécessaire] En 1987, il a été l'un des fondateurs du Parti pour la Démocratie (PPD).
Il a été nommé ministre secrétaire général du gouvernement par Frei Ruiz-Tagle, poste qu'il occupa entre 1994 et 1998. Il a aussi été président du Conseil National de la Télévision (CNTV), président de la commission nationale d'accréditation des programmes de premier cycle, vice-président du conseil de l'enseignement supérieur, membre du Conseil scientifique du fonds national de développement scientifique et technologique (Fondecyt) et directeur de la FLACSO.
En octobre 2013, il a été l'un des membres fondateurs du mouvement politique Fuerza Pública, dirigé par l'économiste Andrés Velasco,,,,. En février 2017, il a annoncé son départ du PPD, « bien que je maintienne mon adhésion aux idéaux qui lui ont donné naissance ».
Il a été considéré par le mouvement étudiant comme l’un des « idéologues » de l'éducation de marché chilienne, ce qui signifie qu'il a été l'objet de railleries de la part des étudiants,.

## Carrière académique
Il a donné des cours de premier cycle, de maîtrise et doctorat dans diverses universités, dont l'université Catholique du Chili qu'il quitta pour des raisons politiques après le coup d'état du 11 septembre 1973, l'Université Adolfo Ibáñez du Chili entre 2000 et 2007, l'Université des Andes de Colombie, le département de recherche pédagogique du Centre de Recherche et d'Études Avancées de l'Institut National Polytechnique du Mexique et l'Université Autonome de Barcelone de l'Espagne,.
Il a également été membre du conseil d'administration de l'Institut international de planification de l'éducation (IIPE), du Conseil d'administration de l'Université des Nations unies, du Conseil du pour l'Avenir de l'Unesco, du Conseil d'administration du Centre de recherches pour le développement international du Canada, du Comité latino-américain du Conseil de la recherche en sciences sociales (SSRC) des États-Unis, et du Comité Directeur du Conseil latino-américain des Sciences Sociales (Clacso).
Il a effectué des travaux de conseil en éducation pour la Banque Mondiale, le Programme des Nations unies pour le Développement, la Cepal, l'Agence Suédoise de Coopération pour la Recherche, l'IDRC du Canada, le NOVIB des Pays-Bas, la Fondation Ford et l'USAID dans les pays suivants : la Bolivie, le Brésil, le Costa Rica, le Chili, l'Équateur, le Nicaragua, l'Uruguay, le Venezuela, le Zimbabwe, le Kenya, l'Éthiopie, la Tanzanie, la Malaisie, Singapour et la Corée du Sud. Il est également l'auteur de plusieurs livres et essais.
Il a travaillé à l'Institut de Recherche en Sciences Sociales de l'Université Diego Portales et en tant que président du Conseil National de Certification de la Gestion Scolaire basé à la Fondation du Chili.

## Controverses

### Titre universitaire
Le 12 février 2007, M. Brunner a été impliqué dans une controverse lorsqu'il a été découvert qu'il avait menti pendant des années sur son diplôme universitaire puisqu'il n'avait jamais réussi à terminer sa licence de droit de l'Université Catholique, comme l'indique son curriculum vitae sur le site web de l'Université Adolfo Ibáñez. La controverse lui a coûté son poste à l'Université Adolfo Ibáñez pour intégrer l'Université Diego Portales.

## Prix
- Il a obtenu la International Development Research Center (IDRC) du Canada (1989).
- Il a reçu le Kneller Award attribué par la Comparative and International Education Society.
- Reconnaissance Éducation – Entreprise dans la catégorie Personnalité Soulignée, attribué par la Confédération de la Production et le Commerce et le Ministère d'Éducation du Chili.
- Distinction tu Présentes et Développement conférée dans le cadre du Congrès Percade 2007.